# Vermilion
«Vermilion» es la octava canción del álbum Vol. 3: (The Subliminal Verses), de la banda norteamericana de metal alternativo, Slipknot. El sencillo fue lanzado como el segundo del mismo álbum.
Fue incluida en la banda sonora de Resident Evil: Apocalipsis en el año 2004. y una versión remixada de “Vermilion, Pt. 2” a cargo de Chris Vrenna y Clint Walsh, con el alías “Bloodstone” fue incluido en la banda sonora de Underworld: Evolution en el año 2006.
En los charts de Billboard, en el Mainstream Rock Tracks alcanzó el puesto #14 y en el Modern Rock Tracks, llegó a la posición #17.
Cuando el grupo toca la canción en vivo, cambian sus máscaras normales por las alternativas llamadas "máscaras de la muerte", que es la silueta de la cara de cada miembro de la banda.

## Significado
Se dice que ambas versiones de la canción ‘Vermilion’ tratan sobre la pérdida o sobre el amor no correspondido desde la perspectiva de una persona posiblemente suicida. ‘Vermilion, Pt. 2′ es la continuación de la historia contada en la primera parte, aunque musicalmente la segunda parte está más orientada hacia la melodía sinfónica la cual incluye dos guitarras acústicas, y un violín, en lugar del sencillo enfoque de heavy metal de la primera parte de la canción. La melodía y el tema principal se combinan perfectamente en ambas versiones, formando dos piezas que encajan al milímetro.
Dos de sus integrantes, vertieron su opinión acerca de "Vermilion", el cantante Corey Taylor afirmó:

Vermilion, Pt. 1′ trata sobre cautivar, el acrecentamiento, la anticipación y la neurosis. ‘Vermilion, Pt. 2 ‘, es la raíz, las piezas que tienen que ser recogidas más tarde, y tal vez la culpa de haber vivido con eso.

Vermilion es la canción de amor de un acosador, vista a través de sus ojos. Es una especie de la cosa que escribe o no – se deja abierto para que decidas.

... y su percusionista Chris Fehn dijo:

Estoy bastante contento con la música, simplemente es una parte tan grande de mi vida que como que transformó todo en lo que significa para mí. No importa si se trata de Slipknot, o si se trata de Steely Dan, me gusta hacer las canciones personales para mí. Ya sabes, Vermilion es una ciudad en Canadá de dónde es mi abuela. Así que, me gusta hacer música para mí.

Otras de las versiones sobre el significado de la canción puede ser del punto de vista de un acosador. También puede tratarse sobre un amor perdido que ha muerto. La canción puede ser cantada por una persona suicida que perdió un amor. Se debe observar también que la canción se divide en dos partes autónomas. La primera parte es mucho más pesada y rápida, con letras más psicóticas y obsesivas al contrario de la parte II. Sin embargo, una frase se utiliza en las dos canciones, "she isn't real" (ella no es real) lo que puede significar que una persona de este amor no existe, o también puede ser obsesivo o melancólico. Estos sentimientos se pueden ver en los dos videos. 
Las letras de la canción tienen una clara influencia de los filósofos Friedrich Wilhelm Nietzsche y René Descartes. "I'm a slave, and I am a master" (soy un esclavo, y soy un maestro) se refiere a teoría "esclavo-amo" de Nietzsche. Mientras que "I exist through my name" (existo a través de mi nombre) y "She isn't real, I can't make her real" (ella no es real, no puedo hacerla real) se refiere al dualismo de Descartes. Esta es una de las pocas canciones en la que tocan todos los integrantes del grupo.

## Video musical
El video de la canción «Vermilion» fue dirigido por Tony Petrossian y por el percusionista Shawn Crahan, y el video de la canción «Vermilion, Pt. 2» fue dirigido por Marc Klasfeld. Ambos videos fueron grabados en Los Ángeles a finales de agosto de 2004. La chica que protagoniza los dos videos es la actriz Janna Bossier. Hubo una especulación sobre si la chica estaba relacionada directamente con el grupo.

## Listado de canciones
| Slipknot Presents: VERMILLION Part 1: The Story Begins |                                      |          |  |
| N.º                                                    | Título                               | Duración |  |
| 1.                                                     | «Vermilion» (Single Mix)             | 4:16     |  |
| 2.                                                     | «Scream»                             | 4:30     |  |
| 3.                                                     | «Vermilion» (Full-Length Single Mix) | 5:17     |  |
| 4.                                                     | «Vermilion»                          | Video    |  |

| Slipknot Presents: VERMILLION Part 2: The Story Continues |                  |          |  |
| N.º                                                       | Título           | Duración |  |
| 1.                                                        | «Vermilion pt.2» | 3:45     |  |
| 2.                                                        | «Vermilion pt.2» | Video    |  |